# Dudov
Dudov (německy Dudow, Duding) je malá vesnice, část obce Skrýchov u Malšic v okrese Tábor v Jihočeském kraji. Nachází se asi jeden kilometr jihozápadně od Skrýchova u Malšic. Je zde evidováno 23 adres. V roce 2011 zde trvale žilo 36 obyvatel.
Dudov je také název katastrálního území o rozloze 2,32 km².

## Historie
První písemná zmínka o vesnici pochází z roku 1367.

## Obyvatelstvo
| Rok            | 1869 | 1880 | 1890 | 1900 | 1910 | 1921 | 1930 | 1950 | 1961 | 1970 | 1980 | 1991 | 2001 | 2011 | 2021 |
| -------------- | ---- | ---- | ---- | ---- | ---- | ---- | ---- | ---- | ---- | ---- | ---- | ---- | ---- | ---- | ---- |
| Počet obyvatel | 128  | 136  | 122  | 132  | 121  | 118  | 102  | 84   | 83   | 82   | 51   | 38   | 41   | 36   | 44   |
| Počet domů     | 17   | 19   | 21   | 20   | 21   | 20   | 21   | 22   | 22   | 19   | 15   | 20   | 20   | 21   | 21   |

## Obecní správa
Při sčítání lidu v letech 1850–1959 Dudov byl samostatnou obcí, se kterým patřil nejprve do okresu Milevsko, ale od roku 1950 v okrese Tábor. V letech 1960–1974 byl částí obce Skrýchov u Malšic v okrese Tábor. Od 1. ledna 1975 do 31. prosince 1991 byl částí obce Želeč v okrese Tábor. Od 1. ledna 1992 je opět částí obce Skrýchov u Malšic v okrese Tábor.

## Galerie

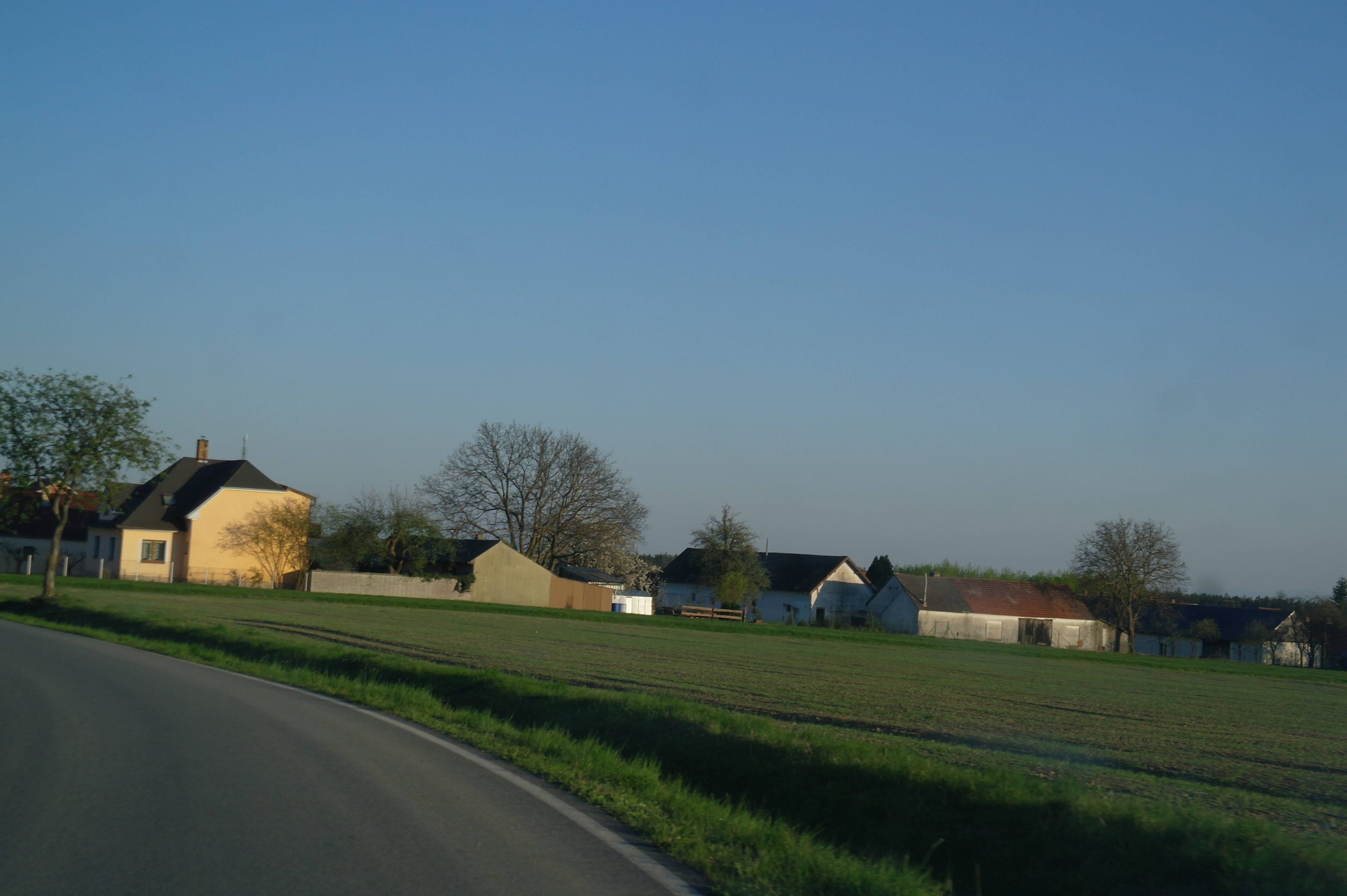
Pohled na ves zdáli
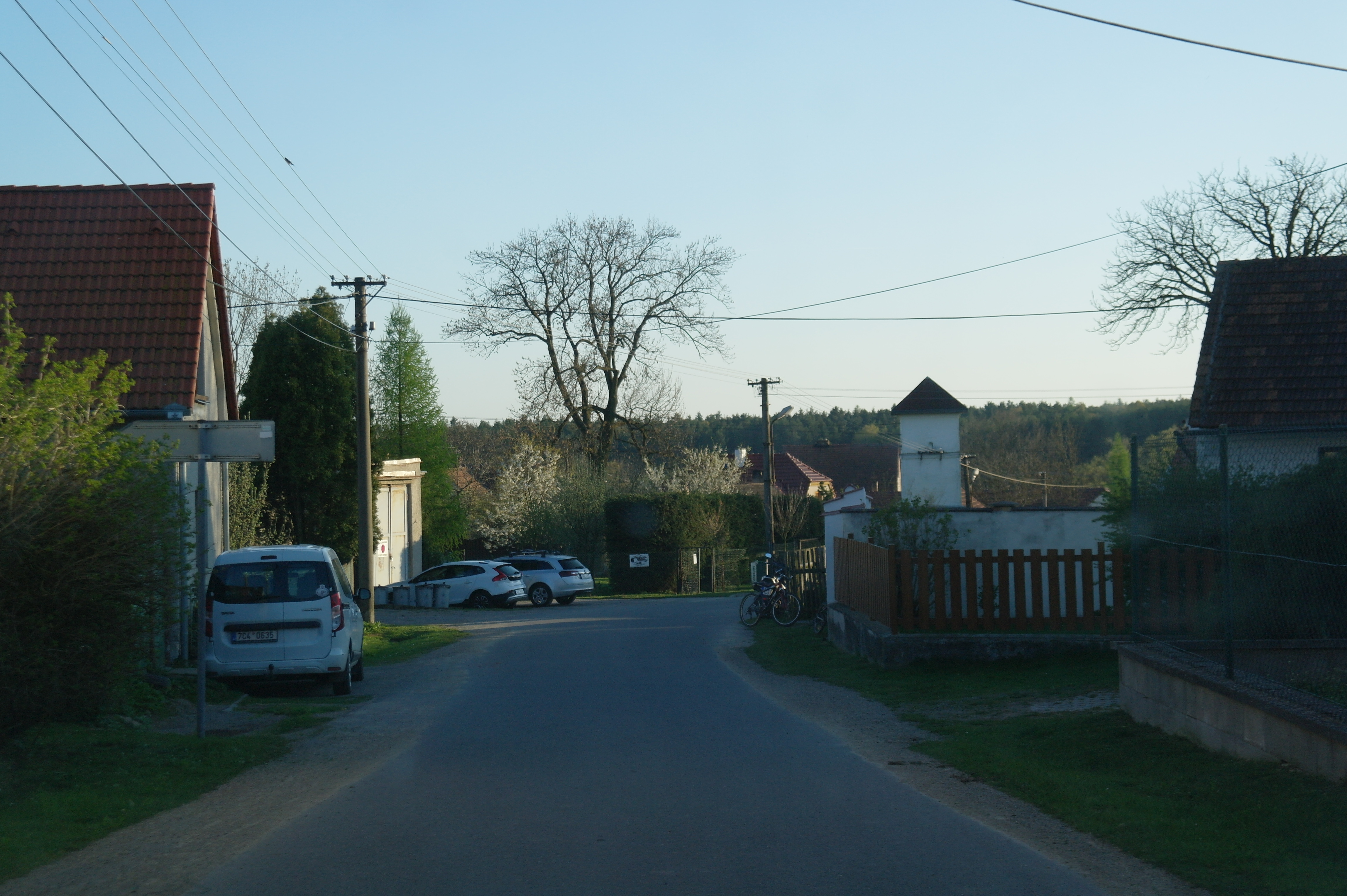
Ulice
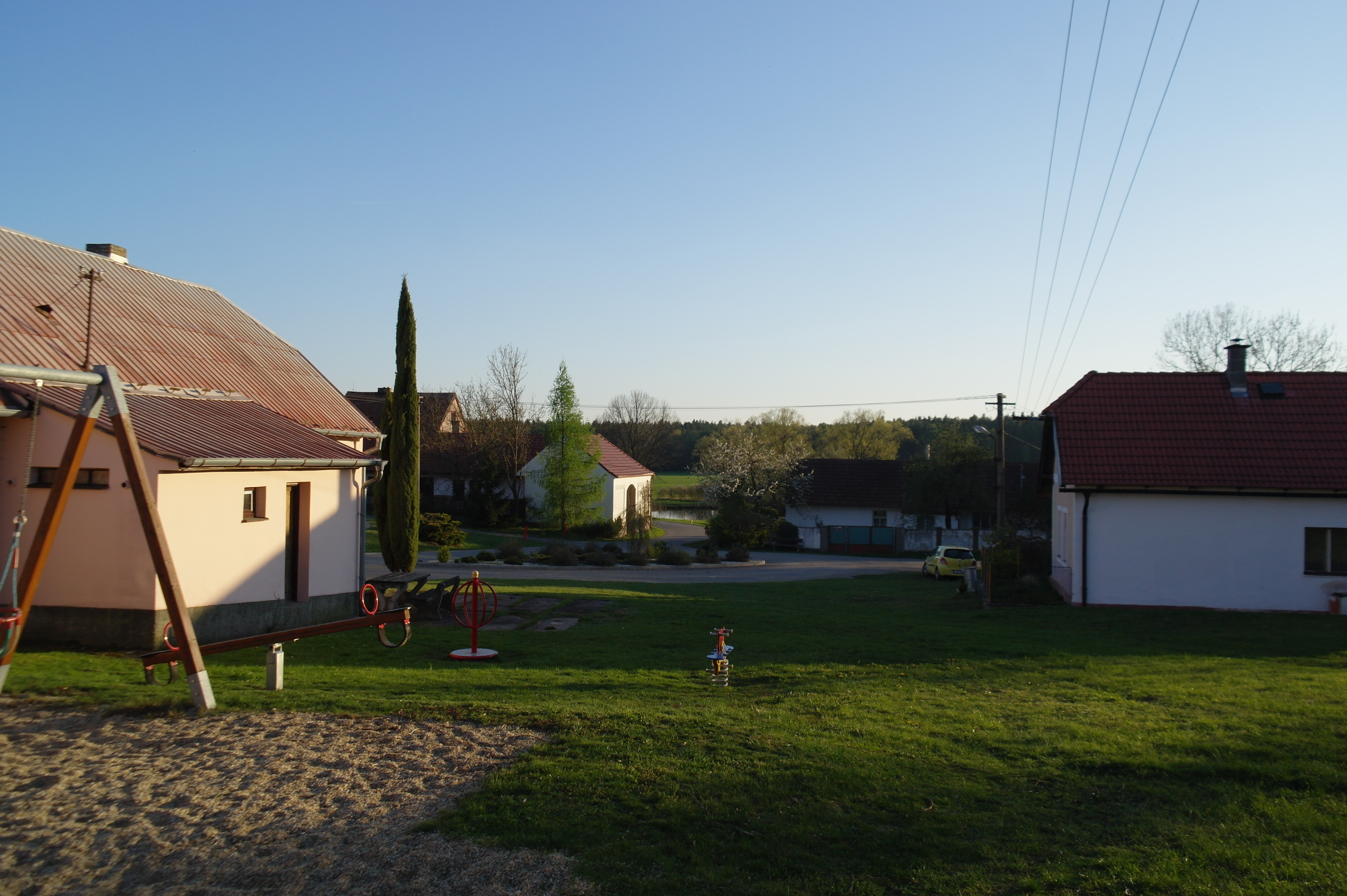
Náves a dětské hřiště